# Felix Gasselich

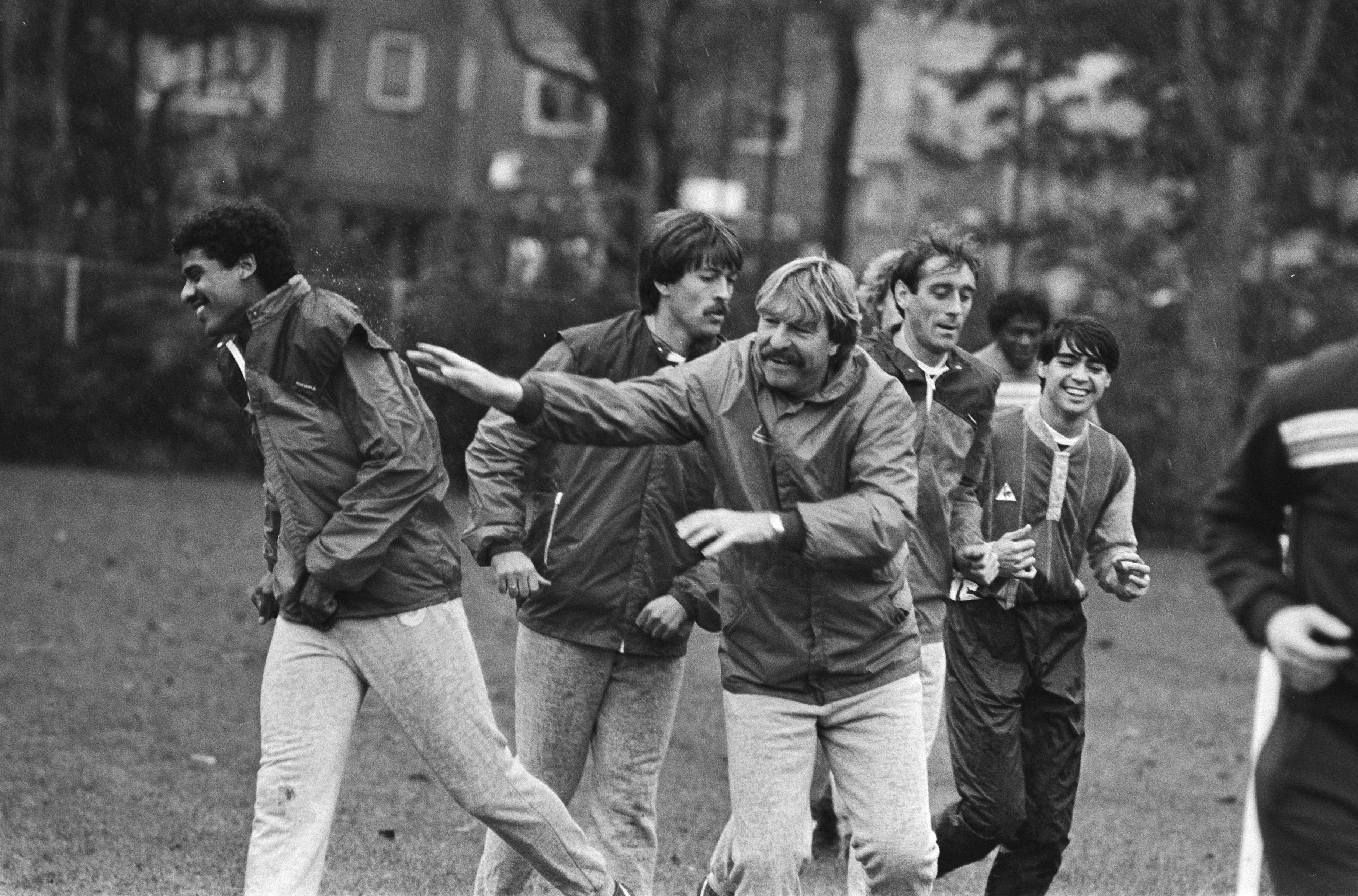
Frank Rijkaard, Felix Gasselich, Aad de Mos, Walter Meeuws & Sonny Silooy, Oktober 1984.

Felix Parzival Gasselich (* 21. Dezember 1955 in Wien) ist ein ehemaliger österreichischer Fußballspieler.
Bei FK Austria Wien war er neben Herbert Prohaska Mittelfeldregisseur. Nach seiner aktiven Karriere wurde er als Unternehmer tätig (Gebäudereinigung). Von 2000 bis 2004 war er Gemeinderat in Laxenburg. Daneben absolvierte er die Trainerausbildung zum A-Trainer. Heute ist er als Spartentrainer im Nachwuchsbereich tätig und betreut talentierte Jungfußballer im Individualtraining.

## Karriere

### Jugend
Geprägt durch seinen gleichnamigen Vater (1930–2000), der unter anderem für den Wiener Sport-Club spielte, und seine fußballbegeisterte Verwandtschaft – mehrere Familienangehörige spielten beim SC Leopoldsdorf – begann Felix Gasselich schon früh als Jugendlicher mit dem Fußballspielen, war allerdings bis zu seinem 15. Lebensjahr nicht in Vereinen aktiv. Sein Vater übernahm das Individualtraining, das unter anderem auch darin bestand, Bälle passgenau aus größerer Entfernung in geöffnete Kellerfenster in Wiener Hinterhöfen zu bugsieren. Darüber hinaus übte er sich in Wiener Freibädern im klassischen 1-zu-1-Spiel auf Minitore. Es geht der Ruf, dass er damals unbesiegt aus diesen Spielen ging. Felix Gasselich gelang dies ohne klassische Jugendausbildung nur aufgrund seines ausgeprägten Gefühls für den Ball, seines räumlichen Vorstellungsvermögens und seiner Fähigkeit zur Antizipation. Dieses Talent des „Lixl“, wie man ihn damals nannte, blieb weder dem Vater noch den Scouts der Wiener Vereine verborgen. Mit 15 Jahren wurde er 1970 mit dem FK Austria Wien von seinem ersten Verein verpflichtet, dem er bis 1983 treu blieb.

### Profi

#### FK Austria Wien
Sein erstes Spiel als Profi in der Bundesliga bestritt Felix Gasselich in der Saison 1973/1974. Insgesamt absolvierte er von 1973 bis 1983 478 Spiele (davon 334 Pflichtspiele) für den FK Austria Wien und erzielte dabei als offensiver Mittelfeldspieler 212 Tore (davon 94 Pflichtspieltore). Mit dem FK Austria Wien gelangen ihm nicht nur wahre technische Kunststücke, sondern auch die Erfolge blieben nicht aus. Felix Gasselich wurde mit dem FK Austria Wien fünf Mal österreichischer Meister (1975/76, 1977/78, 1978/79, 1979/80, 1980/81), dreimal Cupsieger (1976/77, 1979/80, 1981/82) und erreichte 1978 das Finale im Europacup der Cupsieger 1978 in Paris, in dem man mit 0:4 gegen RSC Anderlecht unterlag. Auf das Finale folgten zwei Semifinalteilnahmen im Meistercup 1979 sowie im Cup der Cupsieger 1983. Im Jahr 1982 gelang Felix Gasselich ein Meisterstück, das auch noch gut 30 Jahre später von sich reden machen sollte. Im Europacupspiel gegen Galatasaray Istanbul, das die Austria mit 2:4 gewann, erzielte er ein Tor, das nachfolgend zum Tor des Jahres 1982 in Österreich gewählt wurde. Nach einem Pass knapp vor den 16er gaberlte bzw. köpfelte er den Ball sieben Mal, spielte zwei Gegner aus und platzierte danach den Ball unhaltbar für den Tormann ins Eck. Dieses Tor wurde 2011 anlässlich des Jubiläums „100 Jahre Austria Wien“ zum Austria-Tor des Jahrhunderts gekürt und Felix Gasselich wurde in die „Austria-Jahrhundert-Elf“ (Mittelfeld) gewählt.

#### Ajax Amsterdam
Nach einer sehr erfolgreichen Saison 1982/1983 mit 14 Toren in 28 Ligaspielen und den Erfolgen auf internationaler Ebene stand ein Wechsel ins Ausland an. Zunächst war ein Transfer zu Lazio Rom geplant. Der Vorvertrag war bereits unterschrieben. Der Wechsel scheiterte an der Übernahme des Vereins durch einen neuen Manager, der andere Spieler verpflichtete. Damit war der Weg frei für Ernst Happel, der Felix Gasselich über einen Kontakt zu Joschi Walter zum Hamburger SV holen wollte. Doch auch diesmal kam etwas dazwischen. Wolfram Wuttke hatte einen Vorvertrag mit dem HSV und bei seinem damaligen Verein FC Schalke 04 das Recht, aus dem Vertrag auszusteigen, falls Schalke in die 2. Liga absteigt, was 1983 auch tatsächlich geschah. Ernst Happel hatte Felix Gasselich damals aber schon zugesagt und fühlte sich seinem Landsmann verpflichtet. Über seine Kontakte in die Niederlande (Aad de Mos) stellte er den Kontakt zu Ajax Amsterdam her, der Felix Gasselich umgehend verpflichtete. So spielte er von Juli 1983 bis Herbst 1985 in der Eredivisie, wo er in der Saison 1984/85 niederländischer Meister wurde.

#### Rückkehr in die Bundesliga
Dem Einsatz in den Niederlanden folgten 1985/86 eine Bundesligasaison für den LASK und zwei Saisonen für den Wiener Sport-Club, für den schon sein Vater gespielt hatte. Zum Ende seiner Profikarriere war Felix Gasselich noch für den Grazer AK (1988/89) und den Kremser SC (1989/90) tätig. Nach diesen Einsätzen in der Bundesliga ließ er seine Karriere bei unterklassigen Vereinen ausklingen, bei denen er zum Teil auch als Spielertrainer tätig war.

#### Nationalteam
Felix Gasselich wurde 19-mal ins Österreichische Nationalteam einberufen und konnte dort drei Treffer für sich verbuchen. Am 15. November 1978 erfolgte sein Debüt beim 1:2 in Wien gegen Portugal. Das letzte Spiel absolvierte er am 26. September 1984 beim 1:3 in Wien gegen Ungarn.

#### Stadthallenturnier
Die wahre Domäne von Felix Gasselich lag im technischen Spiel „klein-klein“ und damit der Spieleigenschaft, die man dem FK Austria Wien klassisch zuschreibt. Seine Fähigkeiten konnte er daher vor allem im Wiener Stadthallenturnier ausspielen, wo er von 1980 bis 1983 dreimal in Serie zum Spieler des Turniers gekürt wurde und somit nahtlos die Rolle des zwischenzeitlich in Italien bei Inter Mailand weilenden Herbert Prohaska übernehmen konnte. Gasselich war Prohaska im technischen Spiel in der Halle ebenbürtig, wenn nicht sogar noch besser.

### Legendenclub FK Austria Wien
Am 19. September 2012 wurde er zum Präsidenten des frisch gegründeten Legendenclubs gewählt, den er nach niederländischem Vorbild ins Leben rief.  Als „Austria-Legende“ darf sich danach jeder (nicht mehr aktive) Austria-Wien-Spieler bezeichnen, der mit der Austria zumindest drei Titel (Meisterschaft oder Cup) errungen hat, in einer Saison, in der der Titel errungen wurde auch tatsächlich zum Einsatz gekommen ist und zumindest 100 Pflichtspiele für die Austria absolviert hat.

## Größte Erfolge
- 6 × Meister (5 × FK Austria Wien, 1 × Ajax Amsterdam)
- Finale Europacup der Cupsieger 1978 in Paris (0:4 gegen RSC Anderlecht)
- 2 × Europacup-Semifinale – Meistercup 1979 gegen Malmö FF, Europacup der Cupsieger 1983 gegen Real Madrid
- Europacup-Aufstieg 1983 im Cupsieger-Bewerb gegen FC Barcelona mit Diego Maradona und Bernd Schuster
- 3 × bester Spieler des Wiener Stadthallen-Turniers
- „Tor des Jahres“ 1982 – Europacup der Cupsieger Galatasaray Istanbul – FK Austria Wien 2:4 gewonnen